# Coalición de la guerra del Golfo

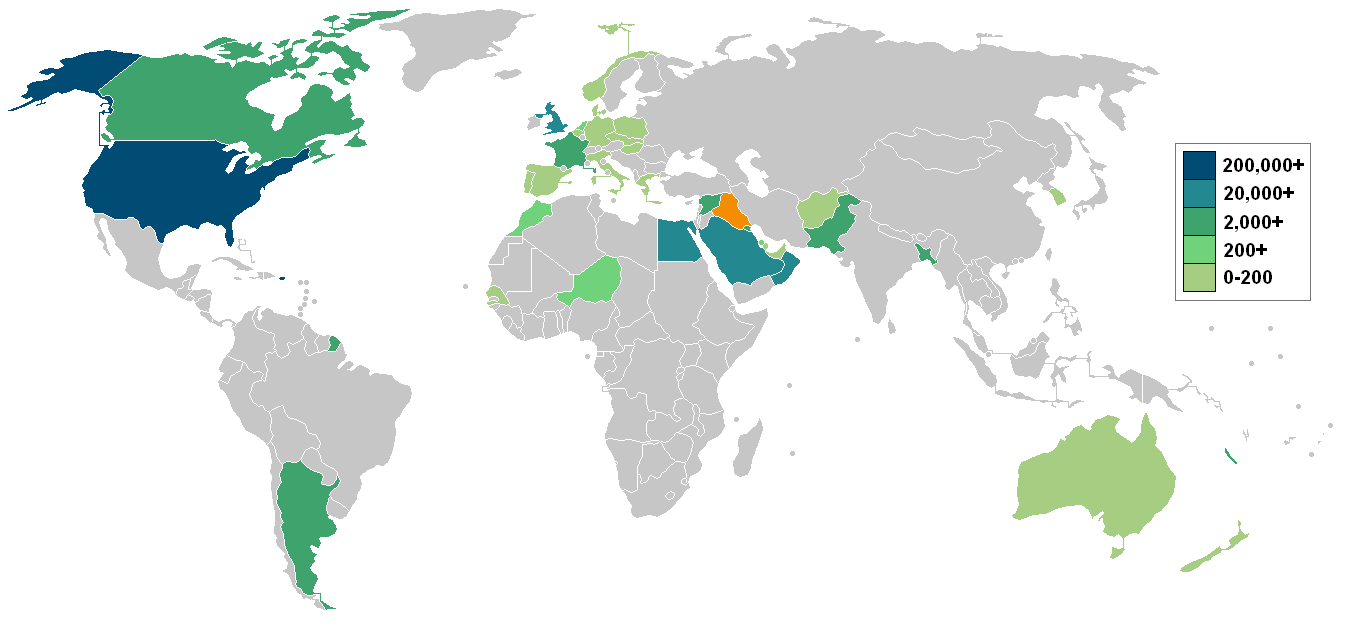
Mapa con los países de la Coalición en verde-azul e Irak en naranja.

La coalición de la guerra del Golfo fue el conjunto de los países que oficialmente se opusieron a la Invasión de Kuwait por parte de Irak en 1990.

## Coalición por número de personal militar

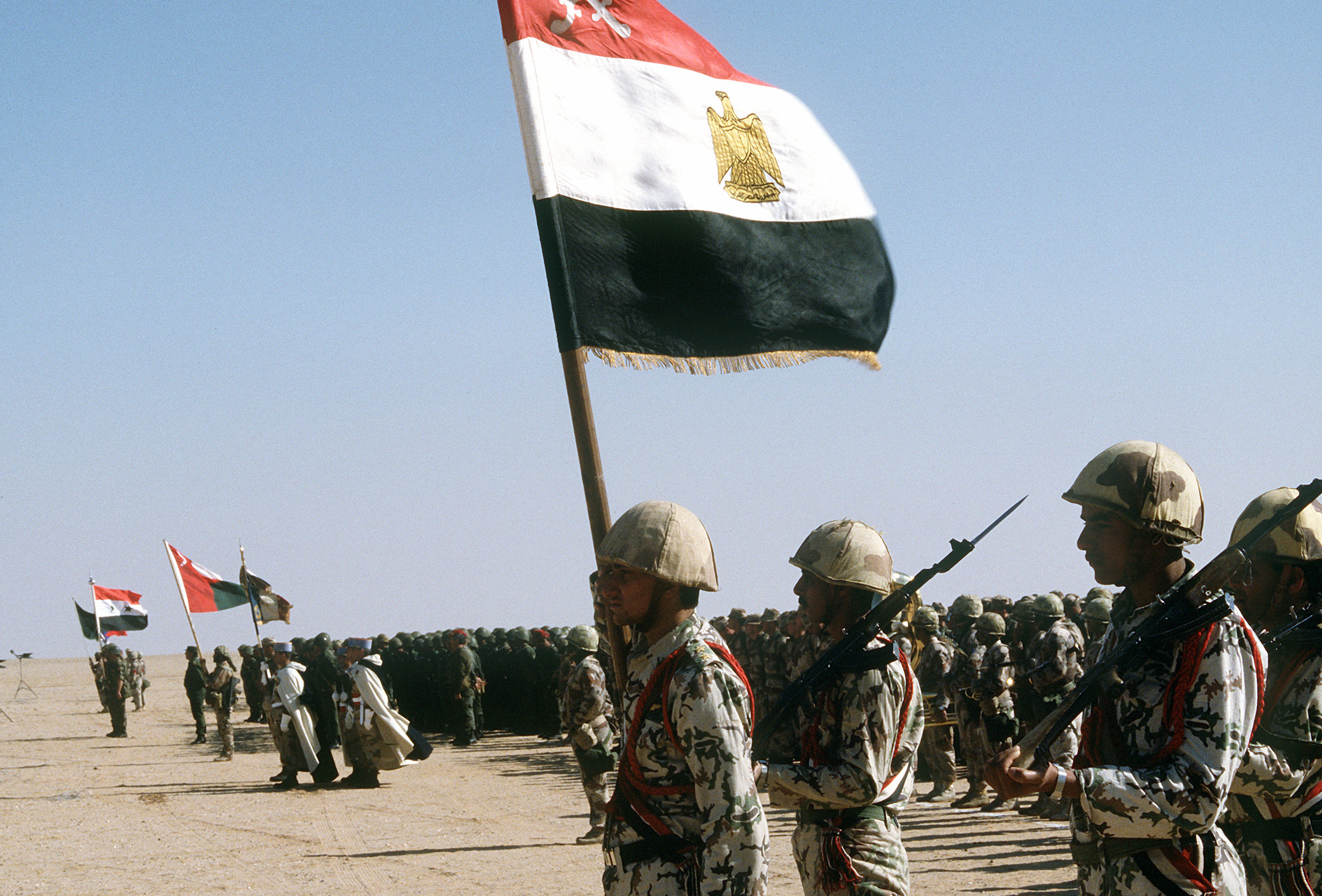
Tropas de Egipto, Siria, Omán y Kuwait pasando revisión durante la Operación Tormenta del Desierto.

| Lista de fuerzas de la Coalición por número de personal militar | Lista de fuerzas de la Coalición por número de personal militar | Lista de fuerzas de la Coalición por número de personal militar |
| País                                                            | Número de personal                                              | Comentarios / Eventos importantes |
| --------------------------------------------------------------- | --------------------------------------------------------------- | --- |
| Estados Unidos                                                  | 575.000 - 697.000                                               | Operación Escudo del Desierto Batalla de Khafji Batalla de 73 Easting Batalla de Al Busayyah Batalla de Phase Line Bullet Batalla de Medina Ridge Batalla de Wadi Al-Batin Batalla de Norfolk Operación Tormenta del Desierto |
| Arabia Saudita                                                  | 52.000 - 100.000                                                | Operation Desert Shield Batalla de Khafji Operación Tormenta del Desierto |
| Reino Unido                                                     | 53.462                                                          | Operación Granby |
| Egipto                                                          | 33.600 - 35.000                                                 | Operación Tormenta del Desierto |
| Francia                                                         | 18.000                                                          | Operación Daguet |
| Siria                                                           | 14.500                                                          | Operación Tormenta del Desierto |
| Marruecos                                                       | 15.000                                                          | Personal de seguridad |
| Kuwait                                                          | 9.900                                                           | Invasión de Kuwait Operación Tormenta del Desierto |
| Omán                                                            | 6.300                                                           | Operación Tormenta del Desierto |
| Pakistán                                                        | 4.900 - 5.500                                                   | Equipo de respaldo |
| Canadá                                                          | 4.500                                                           | Operación FRICTION |
| Emiratos Árabes Unidos                                          | 4.300                                                           | Operación Tormenta del Desierto |
| Catar                                                           | 2.600                                                           | Batalla de Khafji |
| Bangladés                                                       | 2.200                                                           | Operación Moru-prantar. Personal de seguridad y médico. |
| Italia                                                          | 1.200                                                           | Despliegue de aviones de ataque Panavia Tornado, despliegue naval |
| Australia                                                       | 700                                                             | Operación Tormenta del Desierto |
| Países Bajos                                                    | 700                                                             | Despliegue naval; Despliegue aéreo en Turquía e Israel |
| Níger                                                           | 600                                                             | Grupo de patrulla |
| Suecia                                                          | 525                                                             | Hospital de campaña |
| Argentina                                                       | 500                                                             | Operativo Alfil |
| Senegal                                                         | 500                                                             | Guardias de base |
| España                                                          | 500 sobre el terreno / 3.000 frente a la costa                  | Ingenieros |
| Baréin                                                          | 400                                                             | Guardias de base |
| Bélgica                                                         | 400                                                             | Ingenieros de base |
| Polonia                                                         | 319                                                             | Operación Simoom Despliegue naval y médico |
| Corea del Sur                                                   | 314                                                             | Apoyo de transporte y médico |
| Checoslovaquia                                                  | 200                                                             | operación Escudo del Desierto Operación Tormenta del Desierto |
| Grecia                                                          | 200                                                             | Pilotos |
| Dinamarca                                                       | 100                                                             | Corbeta HDMS Olfert Fischer |
| Nueva Zelanda                                                   | 100                                                             | 2 aviones de transporte C-130 Hercules |
| Hungría                                                         | 50                                                              | |
| Noruega                                                         | 50                                                              | Despliegue naval y médico |

## Coalición por Divisiones

### Mando Central de Ejército
- Estados Unidos
- Arabia Saudita
- Reino Unido
- Francia

### Mando Central de Marina
- Estados Unidos
- Argentina

### Mando de Fuerzas Conjuntas Este
- Egipto
- Arabia Saudita
- Siria
- Marruecos
- Kuwait
- Omán
- Emiratos Árabes Unidos
- Catar
- Baréin
- Polonia
- Checoslovaquia

### Mando de Fuerzas Conjuntas Norte
- Estados Unidos
- Reino Unido
- Francia
- Canadá
- Italia
- Australia
- Turquía

## Comandantes de la Coalición

### Arabia Saudita
- Khalid bin Sultan
- Saleh Al-Muhaya
- Sultán Al-Mutairi

### Canadá
- Kenneth J. Summers

### Checoslovaquia
- Ján Való

### Egipto
- Mohamed Hussein Tantawi
- Mohammed Ali Bilal
- Sami Enani

### Estados Unidos
- Norman Schwarzkopf
- Colin Powell
- Calvin Waller
- Charles Horner
- Walt Boomer
- Stan Arthur
- Frederick Franks
- Buster Glosson

### Argentina
- Jorge O. Ferrer

### Francia
- Michel Roquejoffre

### Reino Unido
- Sir Peter de la Billiere
- John Chapple

### Siria
- Mustafa Tlass

## Coalición por equipamiento

### Estados Unidos

#### Medios terrestres
Carros de combate
- M1A1 Abrams, carro de combate principal
- M60A1/A3 Patton, carro de combate principal
- M551A1 Sheridan TTS, vehículo de asalto aerotransportado

Vehículos blindados de combate
- M2A2/M3A2 Bradley, vehículo de combate de infantería
- AAV-7A1, vehículo de asalto anfibio
- LAV-25, vehículo de combate de infantería
- LAV-AT, con misiles antitanque
- M113A2/A3, transporte de personal
- M901A1, con misiles antitanque

Artillería autopropulsada
- LAV-M, con mortero de 81 mm
- M106A2, con mortero de 107 mm
- M109A2/A3/A4, con obús de 155 mm
- M110A2, con obús de 203 mm
- M270 MLRS, lanzacohetes múltiple
- M91, lanzacohetes múltiple

Sistemas antiaéreos
- M163 VADS, vehículo con cañón de 20 mm
- M167 VADS, cañón de 20 mm
- M1097 Avenger, sistema móvil de misiles (corto alcance)
- M48 Chaparral, sistema móvil de misiles (corto alcance)
- MIM-23 Improved Hawk sistema móvil de misiles (medio alcance)
- MIM-104 Patriot sistema móvil de misiles (largo alcance)

Artillería
- M102, obús de 105 mm
- M198, obús de 155 mm
- M58 MICLIC, antiminas
- M224, mortero de 60 mm
- M252, mortero de 81 mm
- M30, mortero de 107 mm

Vehículos de ingenieros y de recuperación
- M728 CEV, vehículo de ingenieros de combate
- M9 ACE, excavadora blindada de combate
- M60 AVLM, antiminas
- M88 Hercules ARV, blindado de recuperación
- M60A1 AVLB, blindado lanzapuentes
- M139 Volcano Mine System, antiminas

Vehículos de mando
- M577A2 ACP
- AACV-7A1
- LAV-25C2
- M981 FISTV

Otros vehículos
- M998 HMMWV, vehículo de alta movilidad
- M151A2 FAV, vehículo utilitario ligero
- M1008 CUCV, vehículo utilitario de carga
- FAV / DPV, vehículo de ataque rápido / patrulla en desierto
- Kawasaki KLR-250-D8, motocicleta
- M35, camión de 2-1/2 toneladas
- M925A1, camión 6×6 de 5 toneladas
- M548 Tracked Cargo Carrier, blindado de carga
- M992 FAASV, vehículo de suministro de munición en combate

#### Medios aéreos
Helicópteros de ataque
- Bell AH-1F Cobra (Ejército)
- Bell AH-1J SeaCobra (Marines)
- Bell AH-1T Improved SeaCobra (Marines)
- Bell AH-1W SuperCobra (Marines)
- Boeing AH-64A Apache (Ejército)

Helicópteros utilitarios
- Bell UH-1H Iroquois (Ejército)
- Bell EH-1H Iroquois (Ejército)
- Bell UH-1V Iroquois MEDEVAC (Ejército)
- Bell UH-1N Iroquois (Marines)
- Sikorsky UH-60A Black Hawk (Ejército)
- Sikorsky EH-60A Quick Fix (Ejército)
- Sikorsky SH-60B Seahawk (Armada)
- Sikorsky HH-60H Seahawk (Armada)
- Sikorsky MH-60G Pave Hawk (Fuerza Aérea)
- Kaman SH-2F Seasprite (Armada)

Helicópteros de reconocimiento
- Bell OH-58A Kiowa (Ejército)
- Bell OH-58C Kiowa (Ejército)

Helicópteros de transporte
- Boeing CH-46D Sea Knight (Armada)
- Boeing UH-46D Sea Knight (Armada)
- Boeing HH-46D Sea Knight (Armada)
- Boeing CH-46E Sea Knight (Marines)
- Boeing CH-47D Chinook (Ejército)
- Boeing MH-47E Chinook (Ejército)
- Sikorsky CH-53D Sea Stallion (Armada, Marines)
- Sikorsky RH-53D Sea Stallion (Marines)
- Sikorsky CH-53E Super Stallion (Marines)
- Sikorsky MH-53E Sea Dragon (Armada)
- Sikorsky SH-3G Sea King (Armada)
- Sikorsky SH-3H Sea King (Armada)

Aviones de ataque a tierra
- Grumman A-6E Intruder (Armada, Marines)
- Vought A-7E Corsair II (Armada)
- McDonnell Douglas AV-8B Harrier II (Marines)
- A-10A Thunderbolt II (Fuerza Aérea)
- Lockheed AC-130A Spectre (Fuerza Aérea)
- Lockheed AC-130H Spectre (Fuerza Aérea)

Cazas y cazabombarderos
- McDonnell Douglas F-4E Phantom II (Fuerza Aérea)
- McDonnell Douglas F-4G Phantom II (Wild Weasel) (Fuerza Aérea)
- Grumman F-14A Tomcat (Armada)
- Grumman F-14A+(B) Tomcat (Armada)
- McDonnell Douglas F-15C Eagle (Fuerza Aérea)
- McDonnell Douglas F-15E Strike Eagle (Fuerza Aérea)
- General Dynamics F-16A Fighting Falcon (Fuerza Aérea)
- General Dynamics F-16C Fighting Falcon (Fuerza Aérea)
- McDonnell Douglas F/A-18A Hornet (Armada, Marines)
- McDonnell Douglas F/A-18C Hornet (Armada, Marines)
- McDonnell Douglas F/A-18D Hornet (Marines)
- General Dynamics F-111E Aardvark (Fuerza Aérea)
- General Dynamics F-111F Aardvark (Fuerza Aérea)
- Lockheed F-117A Nighthawk (Fuerza Aérea)

Bombarderos
- Boeing B-52G Stratofortress (Fuerza Aérea)
- Boeing B-52H Stratofortress (Fuerza Aérea)
- Northrop Grumman B-2 Spirit (Fuerza Aérea)

Aviones de operaciones especiales
- Lockheed MC-130E Hercules Combat Talon (Fuerza Aérea)

Aviones de vigilancia y guerra electrónica
- Grumman E-2C Hawkeye (Armada)
- Boeing E-3B Sentry AWACS Airborne Warning And Control System (Fuerza Aérea)
- Douglas EA-3B Skywarrior (Armada)
- Lockheed EP-3E Aries II (Armada)
- Grumman EA-6B Prowler (Armada)
- Boeing E-8 Joint STARS Joint Surveillance Target Attack Radar System (Fuerza Aérea)
- General Dynamics EF-111A Raven (Fuerza Aérea)
- Lockheed EC-130E/J Commando Solo (Fuerza Aérea)
- Lockheed EC-130H Compass Call (Fuerza Aérea)
- Boeing EC-135L Looking Glass (Fuerza Aérea)

Aviones de reconocimiento
- Boeing RC-135V/W Rivet Joint (Fuerza Aérea)
- McDonnell Douglas RF-4C Phantom II (Fuerza Aérea)
- Lockheed U-2/TR-1 Dragon Lady (Fuerza Aérea)

Aviones de observación
- North American Rockwell OV-10A Bronco (Marines)
- North American Rockwell OV-10D Bronco (Marines)
- North American Rockwell OV-10D+ Bronco (Marines)

Aviones de búsqueda y rescate
- Lockheed HC-130 Hercules (Fuerza Aérea)

Aviones de transporte
- Grumman C-2A Greyhound (Armada)
- Lockheed C-5 Galaxy (Fuerza Aérea)
- McDonnell Douglas C-9B Skytrain II (Armada)
- Raytheon C-12 Huron (Fuerza Aérea)
- Lockheed C-130 Hercules (Fuerza Aérea)
- Lockheed C-130F Hercules (Armada)
- North American Rockwell CT-39G (Armada)
- McDonnell Douglas DC-9 (Armada)
- Lockheed UP-3A Orion (Armada)

Aviones de reabastecimiento
- McDonnell Douglas KC-10A Extender (Fuerza Aérea)
- Lockheed KC-130F Hercules (Armada, Marines)
- Lockheed KC-130R Hercules (Marines)
- Lockheed KC-130T Hercules (Marines)
- Boeing KC-135E Stratotanker (Fuerza Aérea)
- Boeing KC-135R Stratotanker (Fuerza Aérea)

Aviones de patrulla
- Lockheed P-3B Orion (Armada)
- Lockheed P-3C Orion (Armada)
- Lockheed S-3A Viking (Armada)
- Lockheed S-3B Viking (Armada)

#### Medios navales
Portaaviones
- Clase Midway (USS Midway)
- Clase Forrestal (USS Saratoga, USS Ranger)
- Clase Kitty Hawk (USS America, USS John F. Kennedy)
- Clase Nimitz (USS Theodore Roosevelt)

Acorazados
- Clase Iowa (USS Missouri, USS Wisconsin)

Submarinos
- Clase Los Angeles (USS Chicago, USS Louisville)

Buques de asalto anfibio
- Clase Tarawa (USS Tarawa, USS Nassau,)
- Clase Iwo Jima (USS Iwo Jima, USS Guam, USS Tripoli, USS New Orleans, USS Guadalcanal)

Cruceros de misiles
- Clase Leahy (USS Worden, USS Halsey CG 23 USS Richmond K. Turner)
- Clase Belknap (USS Horne, USS Biddle)
- Clase Ticonderoga (USS Valley Forge, USS Tomas S. Gates, USS Bunker Hill, USS Mobile Bay, USS Leyte Gulf, USS San Jacinto, USS Philippine Sea, USS Princeton, USS Normandy)
- Clase California (USS South Carolina)
- Clase Virginia (USS Virginia, USS Mississippi)

Destructores
- Clase Spruance (USS Spruance, USS Paul F. Foster, USS Caron, USS Oldendorf, USS Moosbrugger, USS Leftwich, USS Harry W. Will, USS Fife

Destructores de misiles
- Clase Farragut (USS Macdonough, USS Coontz, USS Preble)
- Clase Kidd (USS Kidd)

Fragatas
- Clase Knox (USS Marvin Shields, USS Francis Hammond, USS Vreeland, USS Thomas C. Hart)
- Clase Oliver Hazard Perry (USS McInerney, USS Jarrett, USS Curts, USS Halyburton, USS Nichola, USS Hawes, USS Ford, USS Samuel B. Roberts)

Buques de transporte anfibio
- Clase Raleigh (USS Raleigh, USS Vancouver)
- Clase Austin (USS Ogden, USS Denver, USS Juneau, USS Shreveport)
- Clase Trenton (USS Trenton)

Buques de amunicionamiento
- Clase Nitro (USS Nitro, USS Haleakala)
- Clase Kilauea (USS Kilauea, USS Santa Barbara, USS Mount Hood, USS Shasta, USS Kiska)

Buques de desembargo anfibio
- Clase Anchorage (USS Anchorage, USS Portland, USS Pensacola, USS Mount Vernon)
- Clase Whidbey (USS Germantown, USS Fort McHenry, USS Gunston Hall)

Buques de desembarco de tanques
- Clase Newport (USS Manitowac, USS Peoria, USS Frederick, USS Cayuga, USS Saginaw, USS Spartanburg County, USS La Moure County, USS Barbour Country)

Buques de aprovisionamiento logístico y otros buques auxiliares
- Clase Neosho (USS Neosho, USS Hassayampa, USS Ponchatoula)
- Clase Cimarron (USS Platte)
- Clase Henry J. Kaiser (USS Joshua Humphreys, USNS Andrew J. Higgins, USS Walter S. Diehl)
- Clase Wichita (USS Kansas City, USS Kalamazoo)
- Clase Sacramento (USS Sacramento, USS Seattle, USS Detroit)
- Clase Mars (USS Mars, USS Sylvania, USS Niagara Falls, USS San Diego, USS San Jose)
- Clase Sirius (USNS Sirius, USNS Spica)
- Clase Samuel Gompers (USS Samuel Gompers)
- Clase Yellowstone (USS Yellowstone, USS Acadia, USS Cape Cod)

Dragaminas y cazaminas
- Clase Aggressive (USS Impervious)
- Clase Avenger (USS Avenger)

Buques de reparación
- Clase Vulcan (USS Vulcan, USS Jason)

Buques de salvamento
- Clase Edenton (USS Beaufort)

Barcos hospital
- Clase Mercy (USNS Mercy, USNS Comfort)

Buques de transporte
- Clase Wright (USS Wright, USS Curtiss)

Buques de carga
- Clase Charleston (USS Durham, USS Mobile)

Barcos rápidos de transporte
- Tipo SL-7 (USS Algol, USNS Bellatrix, USS Denebola, USS Pollux, USNS Altair, USS Regulus, USS Capella)

Barcos de investigación
- Clase Chauvenet (USS Chauvenet)

Embarcaciones ligeras
- LCU 1610 (Landing Craft Utility)
- LCAC (Landing Craft Air Cushion)

### Reino Unido

#### Medios terrestres
Carros de combate
- FV4030/4 Challenger, carro de combate principal
- FV4003 Centurion Mk.5 AVRE 165, carro de ingenieros

Vehículos blindados de combate
- FV101 Scorpion, tanque ligero de reconocimiento
- FV102 Striker, vehículo portamisiles antitanque
- FV103 Spartan, transporte blindado de personal
- FV104 Samaritan, ambulancia blindada
- FV106 Samson, vehículo blindado de recuperación
- FV107 Scimitar, tanque ligero de reconocimiento
- FV432 Trojan, transporte blindado de personal
- FV510 Warrior, vehículo de combate de infantería
- Coche blindado Ferret, vehículo de exploración

Artillería autopropulsada
- FV432(M) Trojan, con mortero de 81 mm
- M109A2, con obús de 155 mm
- M110A2, con obús de 203 mm
- M270 MLRS, lanzacohetes múltiple

Sistemas antiaéreos
- Rapier Field Standard B2, sistema estacionario de misiles
- Tracked Rapier TR1 sistema móvil de misiles
- Javelin LML lanzadera de misiles portátil

Artillería
- L118 Light Gun, obús de 105 mm
- Mortero de 51 mm
- Mortero L16A1 de 81 mm

Vehículos de ingenieros y de recuperación
- FV4205 Chieftain AVLB, carro lanzapuentes
- FV180 CET, tractor de zapadores
- FV434, carro de recuperación
- FV512 Warrior MCRV, carro de reparación
- FV513 Warrior MRV(R), carro de recuperación
- CRARRV, carro de recuperación y reparación

Vehículos de mando
- FV105 Sultan CVR(T)

Otros vehículos
- Land Rover Defender, todoterreno
- Leyland 4x4 4-Toneladas, camión
- Bedford 4x4 8-Toneladas, camión
- Mercedes Unimog, vehículo de apoyo
- FV620 Stalwart, camión anfibio
- Harley Davidson MT530E, motocicleta
- Armstrong 500, motocicleta

#### Medios aéreos
Helicópteros multipropósito
- Aérospatiale-Westland Gazelle AH.1 (Ejército)
- Westland Lynx AH.1 (Ejército)
- Westland Lynx AH.7 (Ejército)
- Westland Lynx HAS.3 (Marina)

Helicópteros de transporte
- Boeing Chinook HC.1B (Fuerza Aérea)
- Westland Sea King HC.4 (Marina)
- Westland Puma HC.1 (Fuerza Aérea)

Aviones de combate
- Panavia Tornado GR.1 (Fuerza Aérea)
- Panavia Tornado F.3 (Fuerza Aérea)
- SEPECAT Jaguar GR.1A (Fuerza Aérea)
- Blackburn Buccaneer S.2B (Fuerza Aérea)

Aviones de comunicaciones y reconocimiento
- Britten-Norman Islander AL.1 (Fuerza Aérea)
- BAe Nimrod MR.2P (Fuerza Aérea)

Aviones de transporte y reabastecimiento
- Handley Page Victor K.2 (Fuerza Aérea)
- Lockheed TriStar (Fuerza Aérea)
- Lockheed Hercules C.1 (Fuerza Aérea)
- Lockheed Hercules C.3 (Fuerza Aérea)
- Vickers VC10 C.1 (Fuerza Aérea)
- Vickers VC10 K.2 (Fuerza Aérea)
- Vickers VC10 K.3 (Fuerza Aérea)

#### Medios navales
Fragatas
- Fragata Clase Leander (HMS Jupiter)
- Clase Broadsword (HMS Battleaxe, HMS Brazen, HMS London)

Destructores
- Clase Sheffield (HMS York, HMS Gloucester, HMS Exeter, HMS Manchester, HMS Cardiff)

Submarinos
- HMS Opossum

Buques de aprovisionamiento logístico
- RFA Orangeleaf
- RFA Olna
- RFA Regent
- RFA Fort Grange

Buques contraminas
- Clase Hunt (HMS Ledbury, HMS Cattistock, HMS Dulverton, HMS Bicester, HMS Atherstone, HMS Hurworth)

Buques de reparación
- RFA Diligence

Buques hospital
- RFA Argus

### Arabia Saudita

#### Medios terrestres
Carros de combate
- AMX-30S MBT (Main Battle Tank)
- M60A1/A3 Patton  MBT (Main Battle Tank)

Vehículos blindados de combate
- M2A2 Bradley, vehículo de combate de infantería
- AMX-10P, vehículo de combate de infantería
- AMX/HOT, vehículo con misiles antitanque
- Panhard AML-60, coche blindado
- Panhard AML-90, coche blindado
- M113A1, transporte blindado de personal
- Engesa EE-11 Urutu, transporte blindado de personal
- Panhard M3 VTT, transporte blindado de personal
- Cadillac Gage V-150 Commando, blindado ligero
- Cadillac Gage V-150 Commando con misiles TOW

Artillería autopropulsada
- M109A2, obús de 155 mm
- AMX-GCT, obús de 155 mm
- ASTROS-II MLRS, lanzacohetes múltiple
- M106A2, mortero de 107 mm
- Cadillac Gage V-150 Commando con mortero de 81 mm
- Cadillac Gage V-150 Commando con mortero de 90 mm

Artillería
- Obús M56 de 105 mm
- Obús M102 de 105 mm
- Obús M198 de 155 mm
- Mortero M30 de 107 mm

Sistemas antiaéreos
- M163 VADS, M113 con cañón Vulcan de 20 mm
- AMX-30SA Shahine, AMX-30 con lanzadera de misiles antiaéreos Crotale
- AMX-30SA, AMX-30 con doble cañón Hispano-Suiza de 30 mm
- MIM-23 Improved Hawk, lanzadera móvil de misiles antiaéreos
- Shahine, versión de la lanzadera de misiles antiaéreos Crotale
- Bofors 40 mm L/70, cañón antiaéreo
- Oerlikon-Buhrle 35 mm GDF, doble cañón antiaéreo

Otros vehículos
- Land Rover Defender, vehículo utilitario ligero 4×4

#### Medios aéreos
Helicópteros utilitarios multipropósito
- Sikorsky UH-60A Black Hawk (Ejército)
- Agusta-Bell 206 Jet Ranger
- Agusta-Bell 205 Iroquois
- Agusta-Bell 212 Agusta
- Eurocopter AS 365N Dauphin (Armada)

Helicópteros de transporte
- Kawasaki KV-107
- Eurocopter AS 332B Super Puma (Armada)

Cazas
- Panavia Tornado ADV
- McDonnell Douglas F-15C Eagle

Cazabombarderos
- Panavia Tornado IDS
- Northrop F-5E Tiger II

Aviones de reconocimiento
- Northrop RF-5E Tigereye

Aviones de vigilancia
- Boeing E-3A Sentry (AWACS)

Aviones de reabastecimiento
- Lockheed KC-130H

Aviones de transporte
- Lockheed C-130E Hercules
- Lockheed C-130H Hercules

### Kuwait

#### Medios terrestres
Carros de combate
- M-84AB, carro de combate principal

Vehículos blindados de combate
- BMP-2, vehículo de combate de infantería
- M113A1, transporte blindado de personal

#### Medios aéreos
Helicópteros
- Aérospatiale SA 342 Gazelle

Cazas
- Dassault Mirage F1CK

Aviones de ataque
- McDonnell Douglas A-4KU Skyhawk

### Francia

#### Medios terrestres
Carros de combate
- AMX-30B2, carro de combate principal

Vehículos blindados de combate
- GIAT AMX-10RC, vehículo de reconocimiento de caballería
- Panhard AML-90, vehículo de reconocimiento de caballería
- Panhard ERC-90F4 Sagaie, vehículo de reconocimiento de caballería
- GIAT VAB, vehículo de asalto anfibio
- GIAT VAB-VCAC/HOT, versión del VAB equipada con misiles antitanque

Artillería
- GIAT VAB-VTM, versión del VAB con mortero
- Obús TR-F1 de 155 mm
- Mortero MO-81-61C de 81 mm
- Mortero MO-120-RT-61 de 120 mm

Sistemas antiaéreos
- GIAT 20 mm 53T2, artillería antiaérea
- Mistral, lanzadera de misiles antiaéreos

Otros vehículos
- Peugeot P4 4WD, vehículos utilitario ligero 4×4
- Camiones VLRA
- GIAT VAB-PC, versión de mando del VAB

#### Medios aéreos
Helicópteros utilitarios
- Aérospatiale SA 342 Gazelle

Helicópteros de transporte
- Aérospatiale SA 330 Puma
- Aérospatiale Super Frelon

Cazas
- Dassault Mirage F1C-200
- Dassault-Breguet Mirage 2000

Aviones de ataque
- SEPECAT Jaguar A
- Dassault Super Étendard

#### Medios navales
Portaaviones
- Clemenceau (R 98)

### Catar

#### Medios terrestres
Carros de combate
- AMX-30S

### Italia

#### Medios aéreos
Cazabombarderos
- Panavia Tornado IDS

#### Medios navales
- 1 destructor
- 3 fragatas
- 1 buque de apoyo

### Polonia

#### Medios navales
Buques hospital
- ORP Wodnik

Buques de salvamento
- ORP Piast

### Checoslovaquia

#### Medios terrestres
- Tatra T-815, camión pesado
- UAZ-4629, vehículo utilitario ligero 4×4 con sondas de reconocimiento químico
- ARS-12M, camión de descontaminación basado en el Praga V3S
- POP, camión médico basado en el Praga V3S

### Canadá

#### Medios aéreos
Cazabombarderos
- 56 CF-188 Hornet

Aviones de transporte
- 27 CC-130 Hercules
- 5 CC-137 (Boeing 707)

Patrol, Survellience Aircraft
- 1 CC-144 Challenger

#### Medios navales
Destructores
- HMCS Terra Nova (Clase Restigouche)
- HMCS Athabaskan (Clase Iroquois)

Buques de aprovisionamiento logístico
- HMCS Protecteur (AOR 509) (Clase Protecteur)

### Argentina

#### Medios aéreos
Aviones de transporte
- 2 Boeing 707 (TC-91[4] and TC-94/LV-LGO as UN UNAG-1[5])
- 3 Lockheed L-100-30 Hercules

Helicópteros
- 8 AS-555SN "Fennec"
- 4  SA319B Alouette III

#### Medios navales
Destructores
- ARA Almirante Brown[6]
- ARA Hercules
- ARA Santísima Trinidad
- ARA La Argentina

Corbetas
- ARA Spiro
- ARA Rosales
- ARA Espora
- ARA Granville
- ARA Guerrico

Buques de aprovisionamiento logístico
- ARA Bahia San Blas